# فورستهایم
فورستهایم (به فرانسوی: Forstheim) یک کمون در فرانسه با جمعیت ۵۳۹ نفر است که در Canton of Wœrth واقع شده‌است.